# Fapados légitársaságok listája
Az alábbiakban a diszkont (fapados) légitársaságok listája található országok szerint. A diszkont légitársaságok olyanok, amelyek az átlagosnál olcsóbb járatokat kínálnak, azonban ez rendszerint alacsonyabb kényelmi szolgáltatásokkal jár.

## Afrika

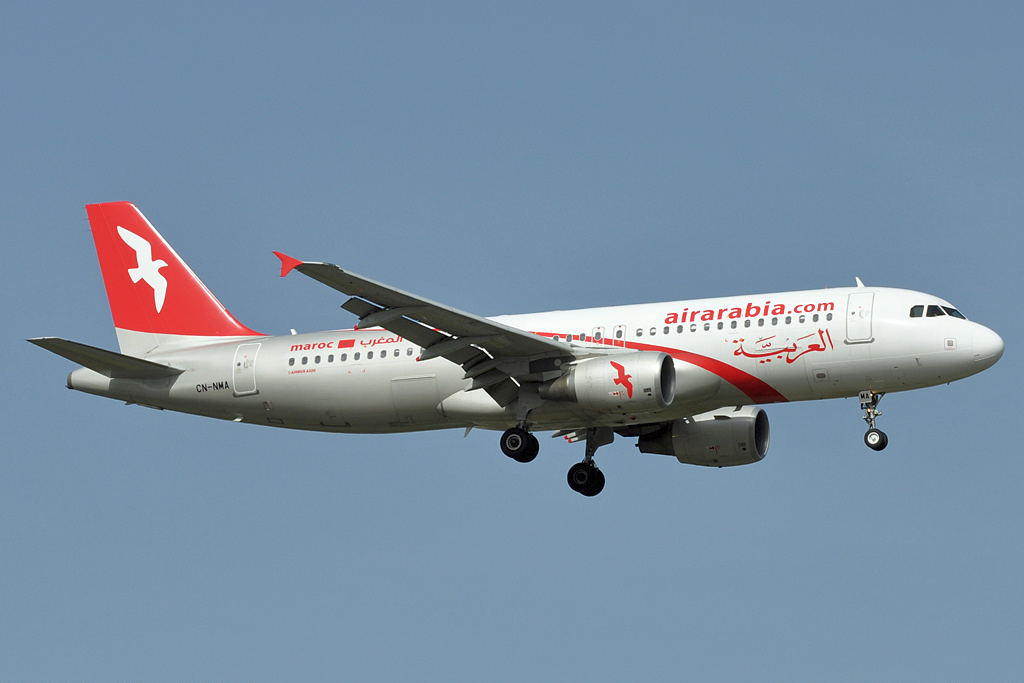
Air Arabia Maroc Airbus A320-200

Dél-afrikai Köztársaság
- FlySafair
- Fastjet

 Egyiptom
- Air Arabia Egypt
- Air Cairo
- FlyEgypt

 Kenya
- Jambojet
- Fly540

 Marokkó
- Air Arabia Maroc

 Nigéria
- Green Africa Airways

 Zimbabwe
- Fastjet Zimbabwe

## Amerika

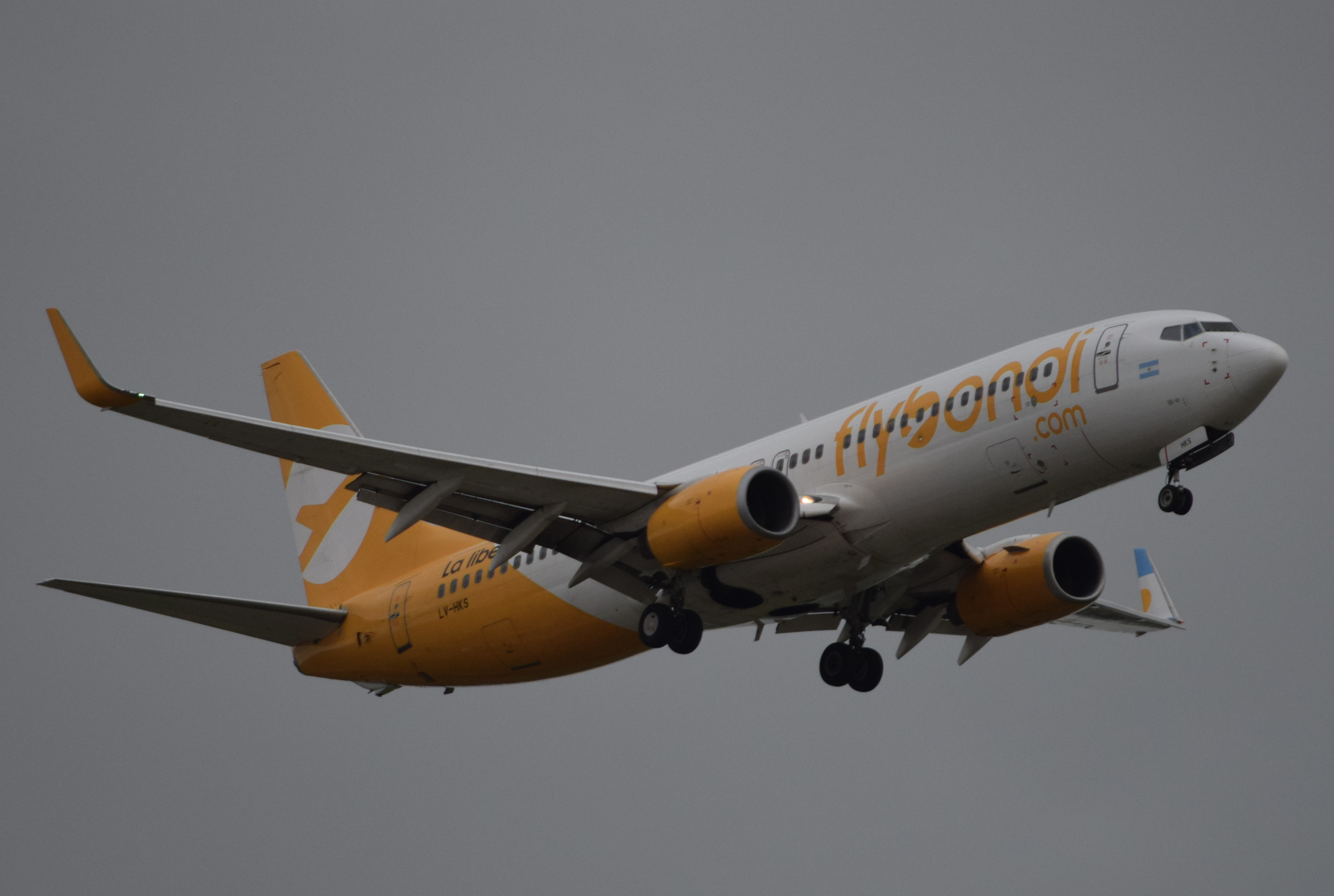
Egy Flybondi Boeing 737-83N

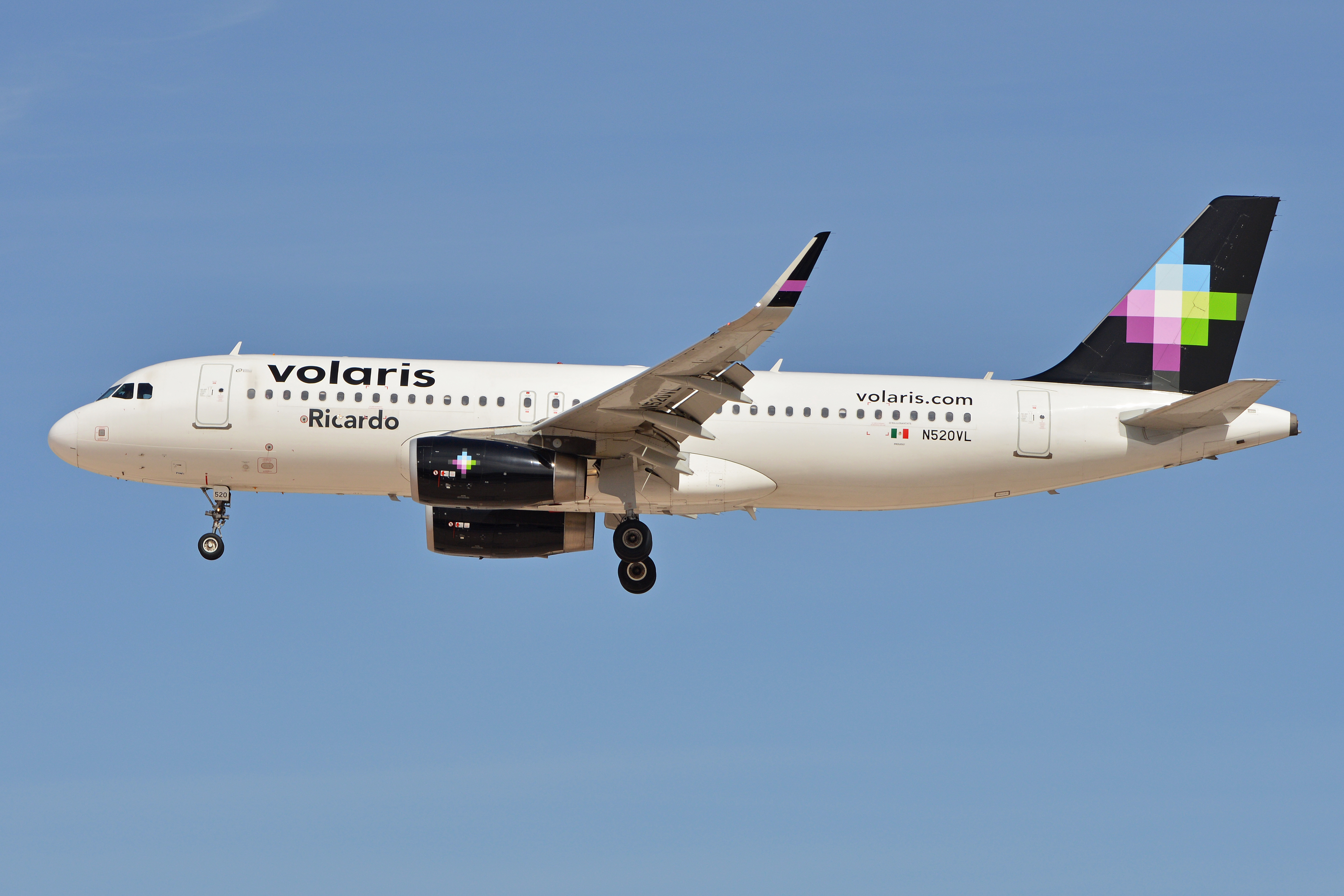
Egy Volaris Airbus A320-232

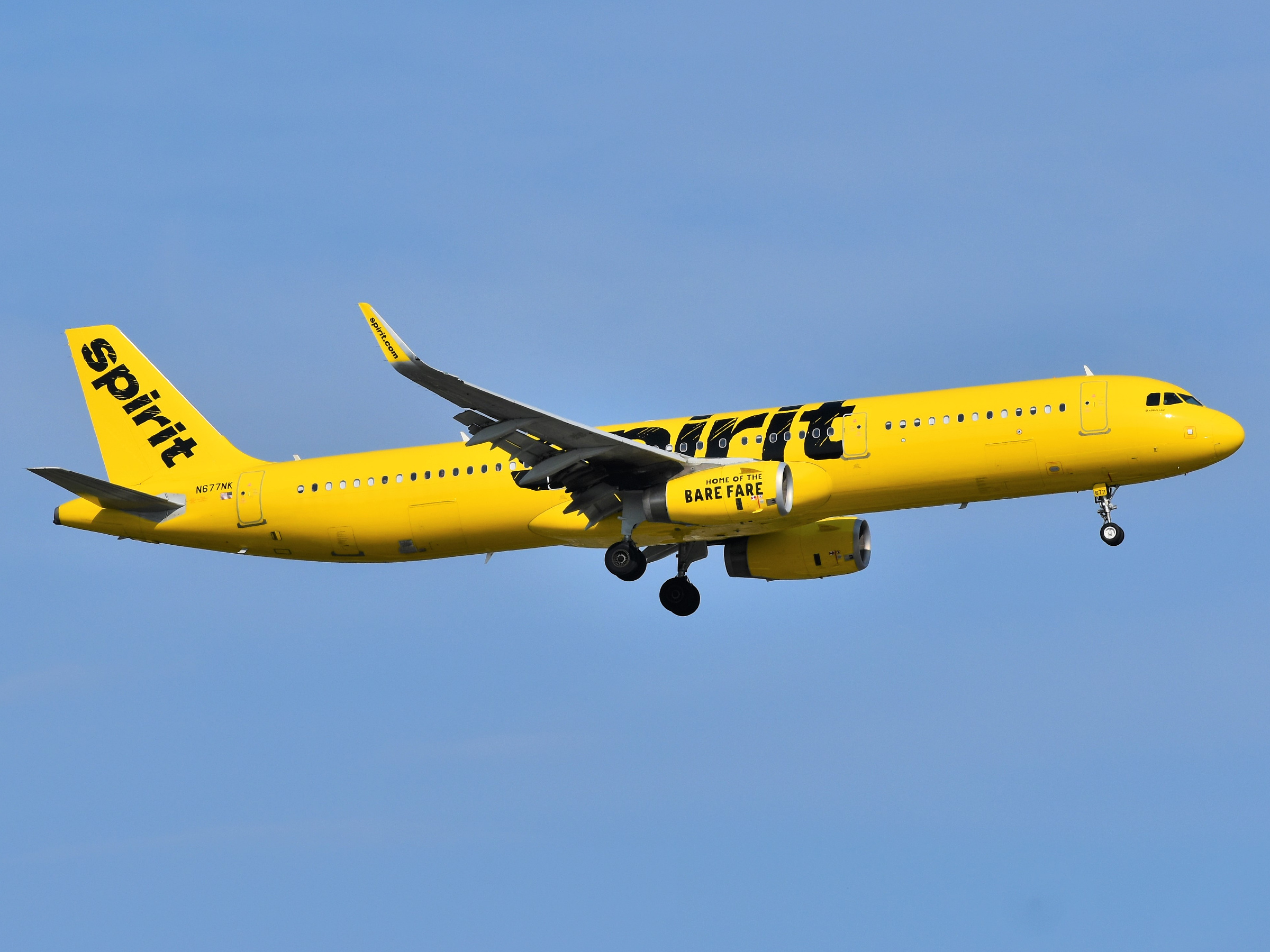
A Spirit Airlines Airbus A321-es repülőgépe közeledik a Newark Liberty nemzetközi repülőtérhez

Amerikai Egyesült Államok
- Allegiant Air
- Avelo Airlines
- Breeze Airways
- Frontier Airlines
- JetBlue
- Northern Pacific Airways
- Southwest Airlines
- Spirit Airlines
- Sun Country Airlines

 Argentína
- Flybondi
- JetSmart Argentina

 Brazília
- Azul Brazilian Airlines
- Gol Transportes Aéreos

 Chile
- Sky Airline
- JetSmart

 Costa Rica
- Volaris Costa Rica

 Dominikai Köztársaság
- AraJet
- RED Air

 Guadeloupe
- Air Caraïbes

 Honduras
- EasySky

 Kanada
- Flair Airlines
- Canada Jetlines
- Lynx Air
- Sunwing Airlines
- Swoop

 Kolumbia
- Avianca
- Wingo
- Ultra Air

 Mexikó
- Calafia Airlines 
- VivaAerobús
- Volaris

 Peru
- JetSmart Perú
- Sky Airline Peru

 Salvador
- Volaris El Salvador

 Turks- és Caicos-szigetek
- InterCaribbean Airways 

## Ázsia

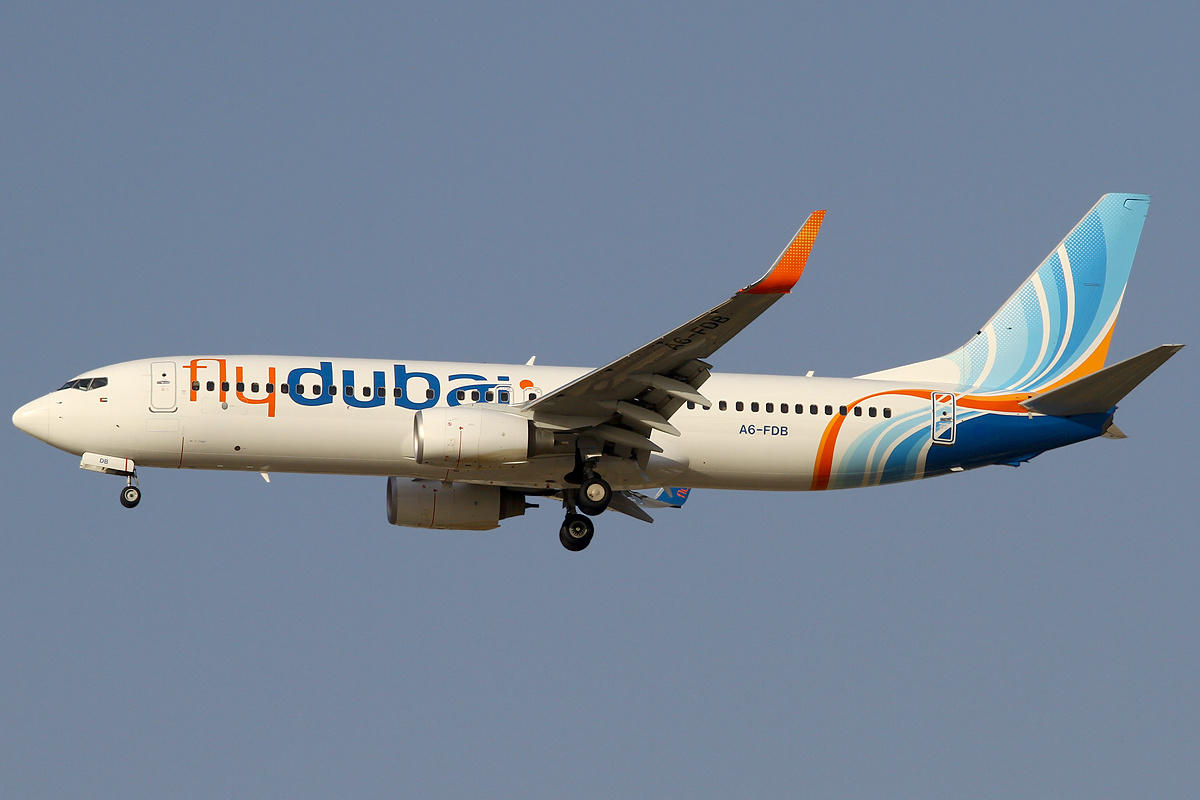
A Flydubai egyik Boeing 737-800-asa közeledik Dubai nemzetközi repülőteréhez az Egyesült Arab Emírségekben.

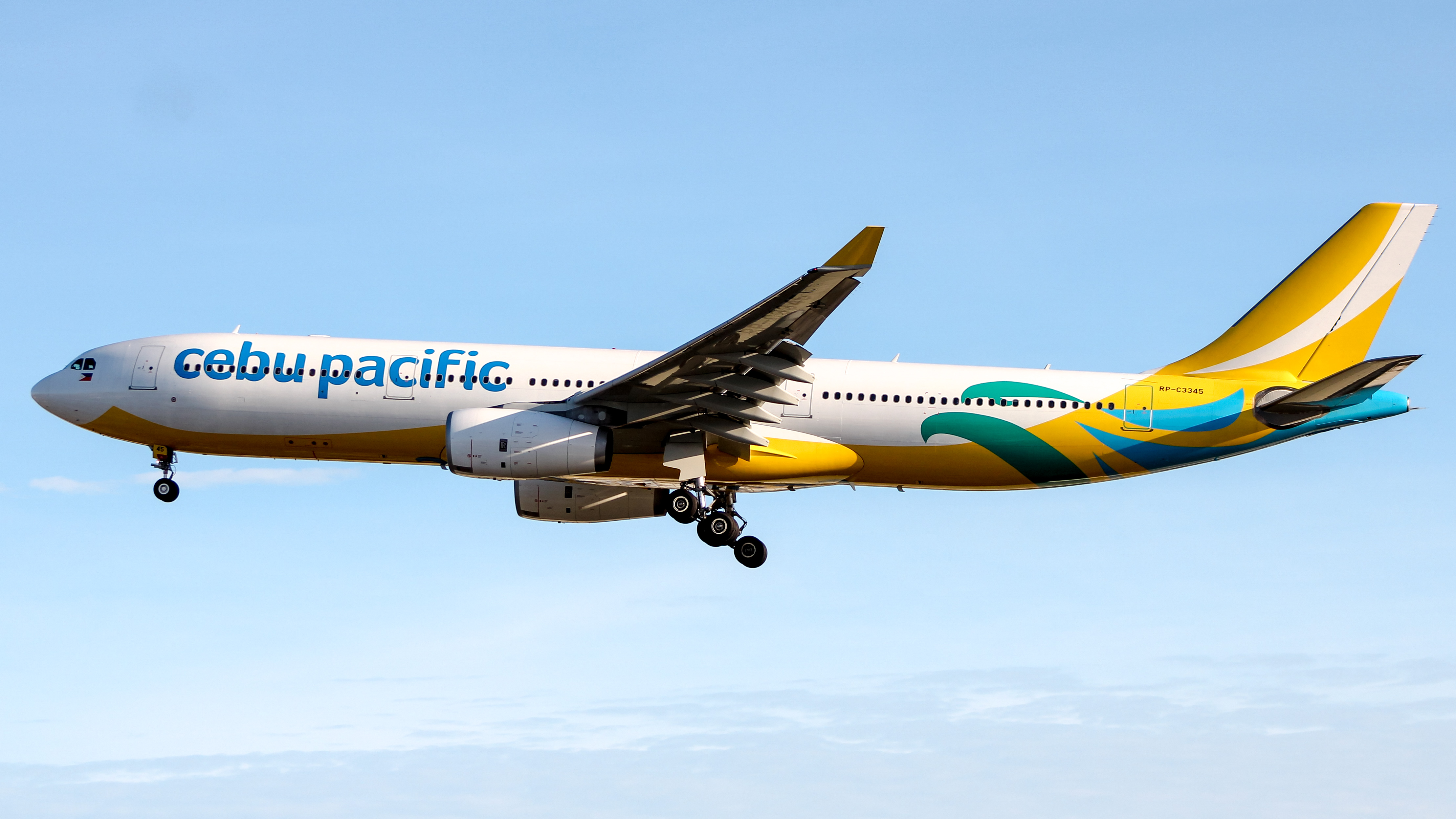
Egy Cebu Pacific A330-300 közeledik a Manilai Ninoy Aquino nemzetközi repülőtérhez a Fülöp-szigeteken.

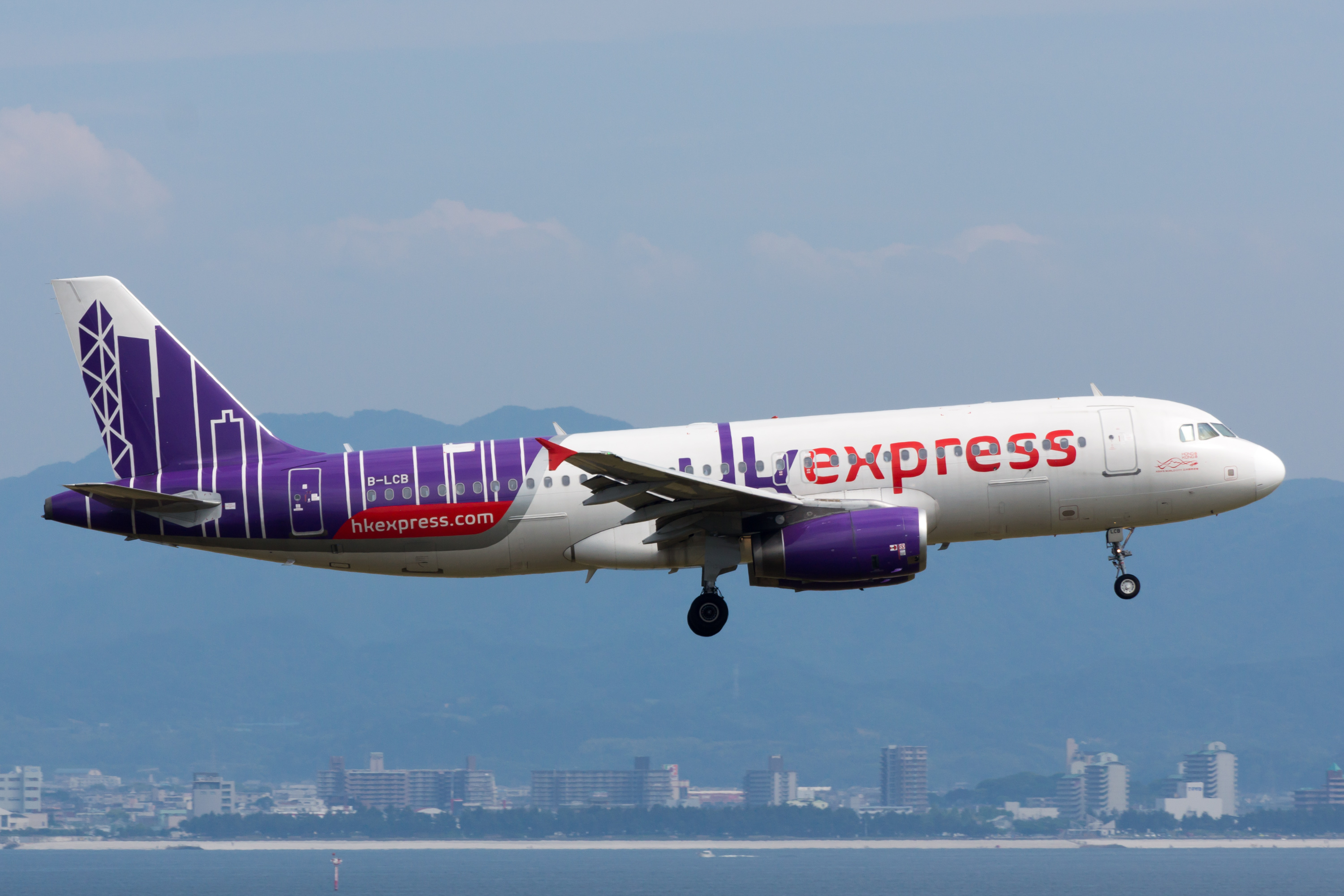
HK Express Airbus A320-200

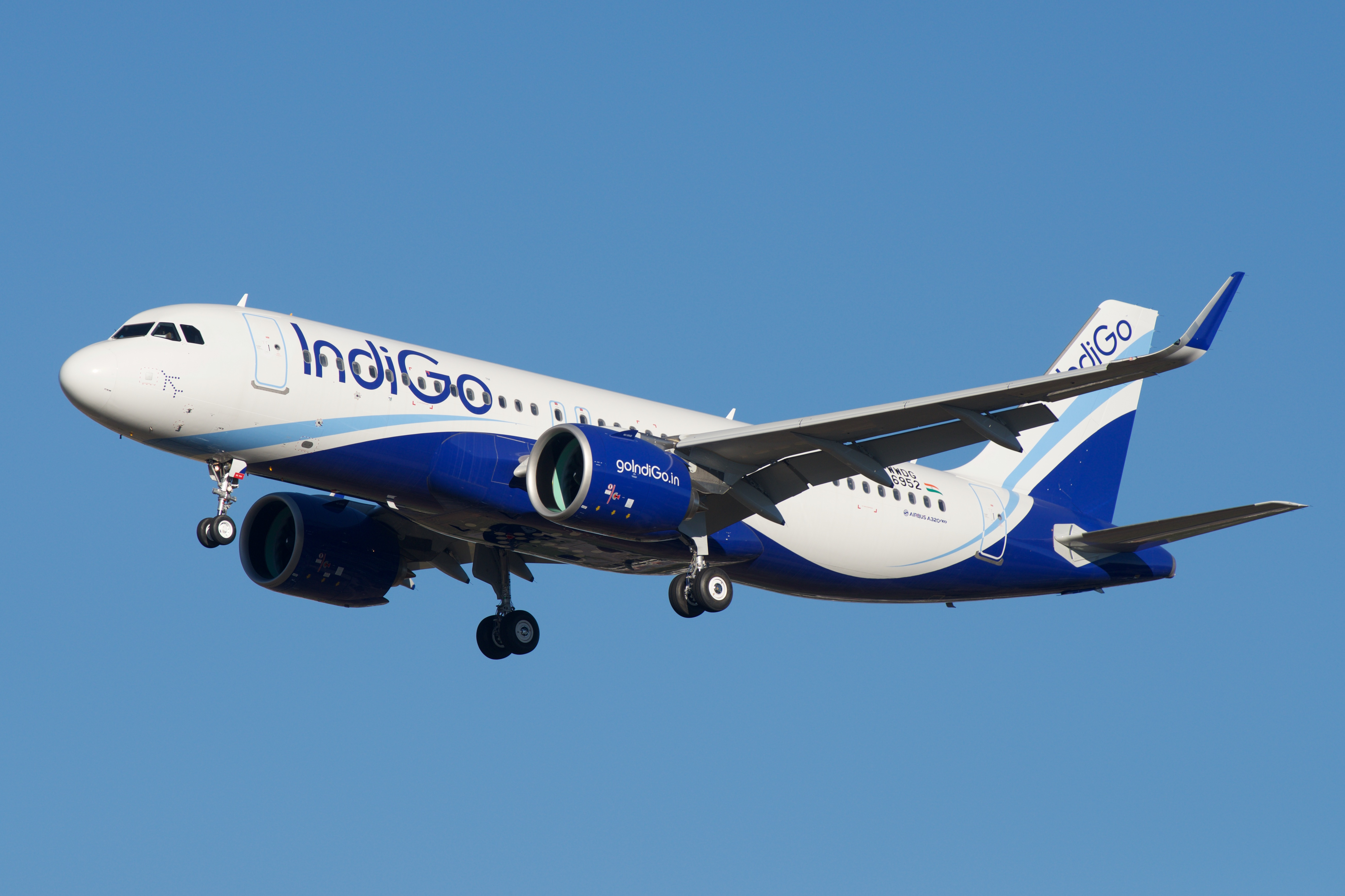
Egy IndiGo Airbus A320neo. A légitársaság az A320neo-k legnagyobb üzemeltetője.

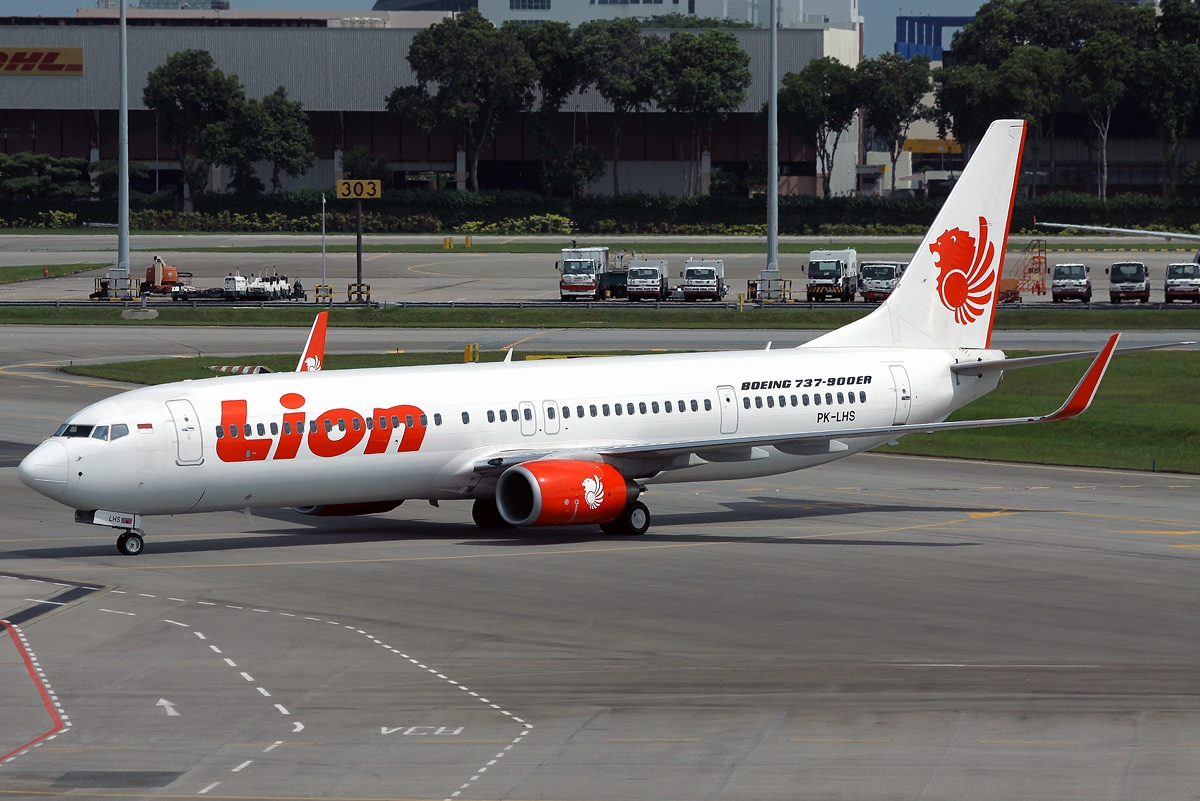
A Lion Air Boeing 737-900ER típusú gépe a szingapúri Changi repülőtéren. A Lion Air Indonézia legnagyobb fapados légitársasága

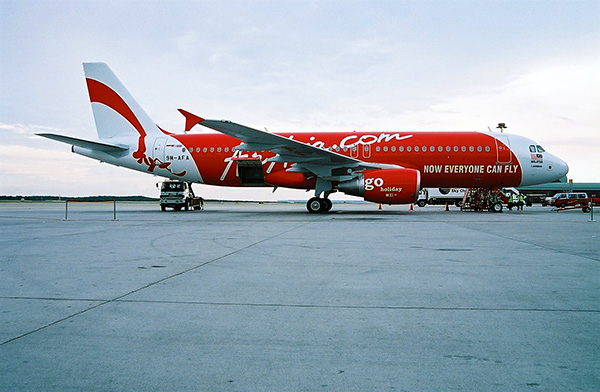
Egy AirAsia Airbus A320 típusú repülőgép Kuala Lumpur nemzetközi repülőterén. A légitársaság a kontinens legnagyobb fapados légitársasága.

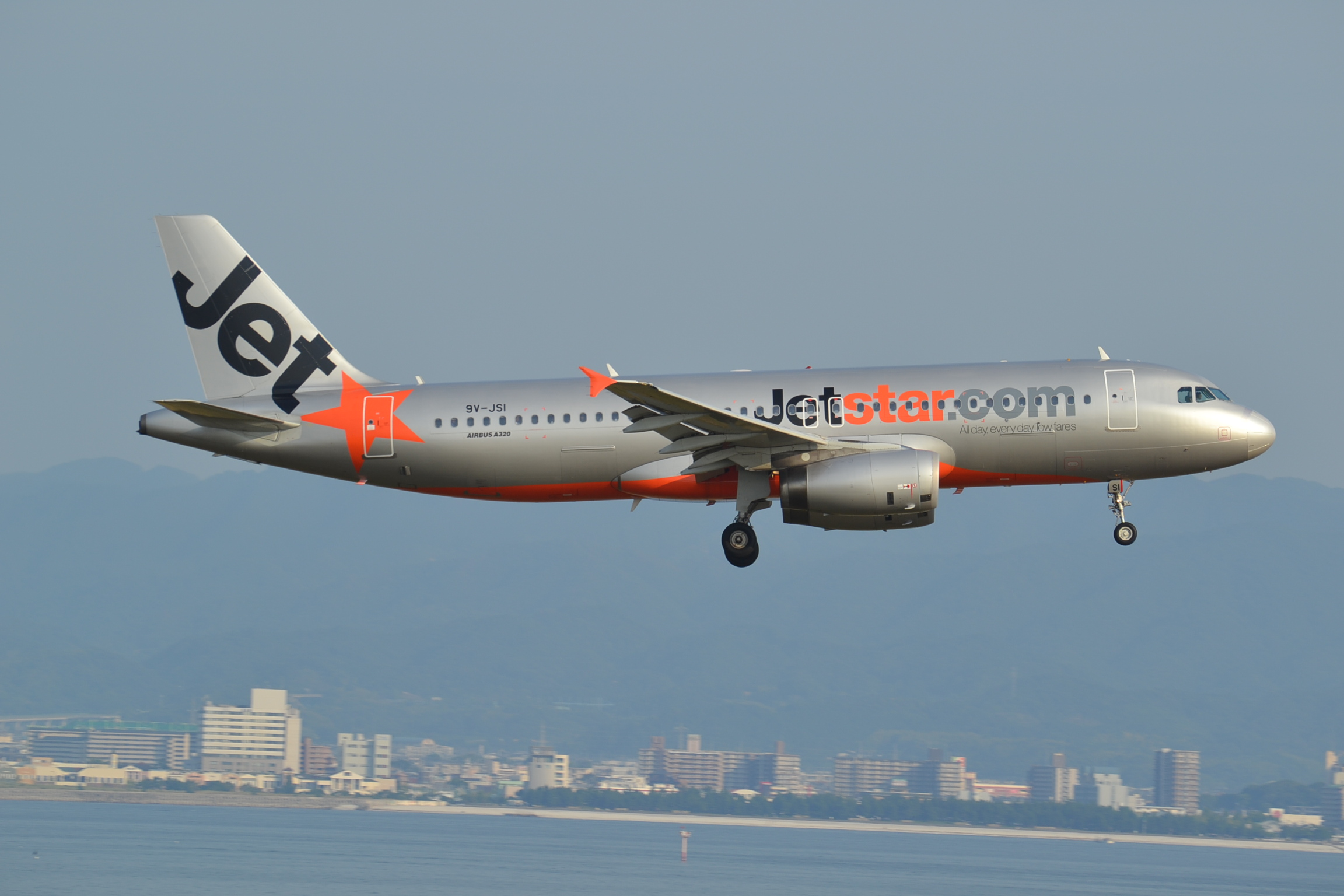
Egy Jetstar Asia Airways A320 a Kanszai nemzetközi repülőtéren Oszakában, Japánban

Dél-Korea
- Air Busan
- Air Premia
- Air Seoul
- Eastar Jet
- Jeju Air
- Jin Air
- T'way Air
- Aero K

 Egyesült Arab Emírségek
- Air Arabia
- flydubai

 Fülöp-szigetek
- Cebu Pacific

 Hongkong
- Greater Bay Airlines
- HK Express

 India
- Air India Express
- AIX Connect
- Akasa Air
- Go First
- IndiGo
- SpiceJet

 Indonézia
- Citilink
- Lion Air
- Super Air Jet
- TransNusa
- Wings Air

 Japán
- Jetstar Japan
- Peach Aviation
- Skymark Airlines
- Spring Airlines Japan
- Zipair Tokyo

 Kazahsztán
- FlyArystan

 Kína
- 9 Air
- Beijing Capital Airlines
- Chengdu Airlines
- Colorful Guizhou Airlines
- China United Airlines
- Jiangxi Air
- Lucky Air
- Ruili Airlines
- Spring Airlines
- Urumqi Air
- West Air

 Kirgizisztán
- Air Manas

 Kuvait
- Jazeera Airways

 Malajzia
- AirAsia
- Firefly
- MYAirline

 Omán
- Salam Air

 Örményország
- Fly Arna
- FlyOne Armenia

 Pakisztán
- Airblue
- Fly Jinnah

 Szaúd-Arábia
- Flynas
- Flyadeal

 Szingapúr
- Scoot

 Tajvan
- Tigerair Taiwan

 Thaiföld
- Nok Air
- Thai Summer Airways

 Törökország
- Pegasus Airlines
- AnadoluJet

 Vietnám
- Pacific Airlines
- VietJet Air

## Európa

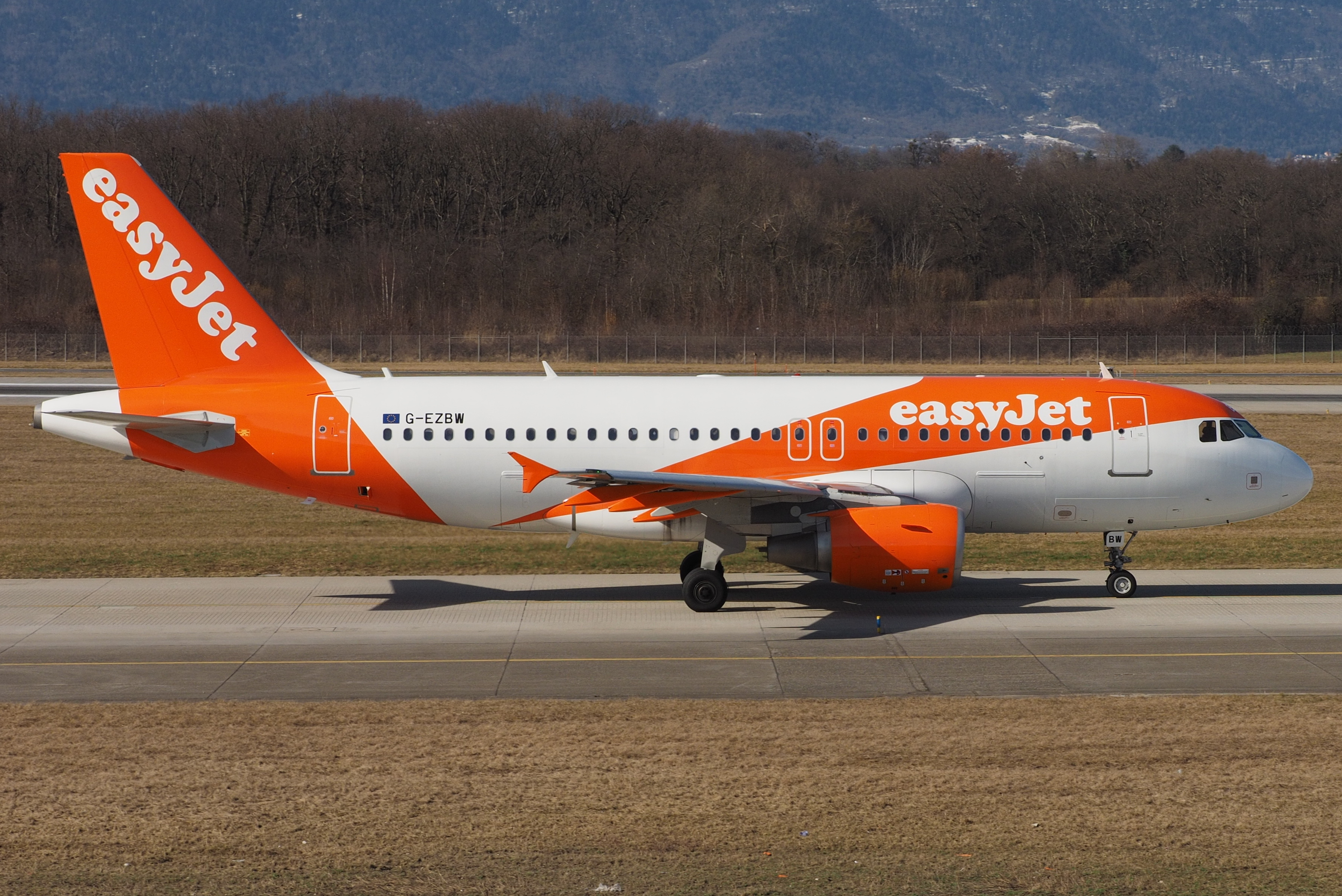
Az Egyesült Királyság legnagyobb fapados légitársasága, az EasyJet egyik Airbus A319-ese.

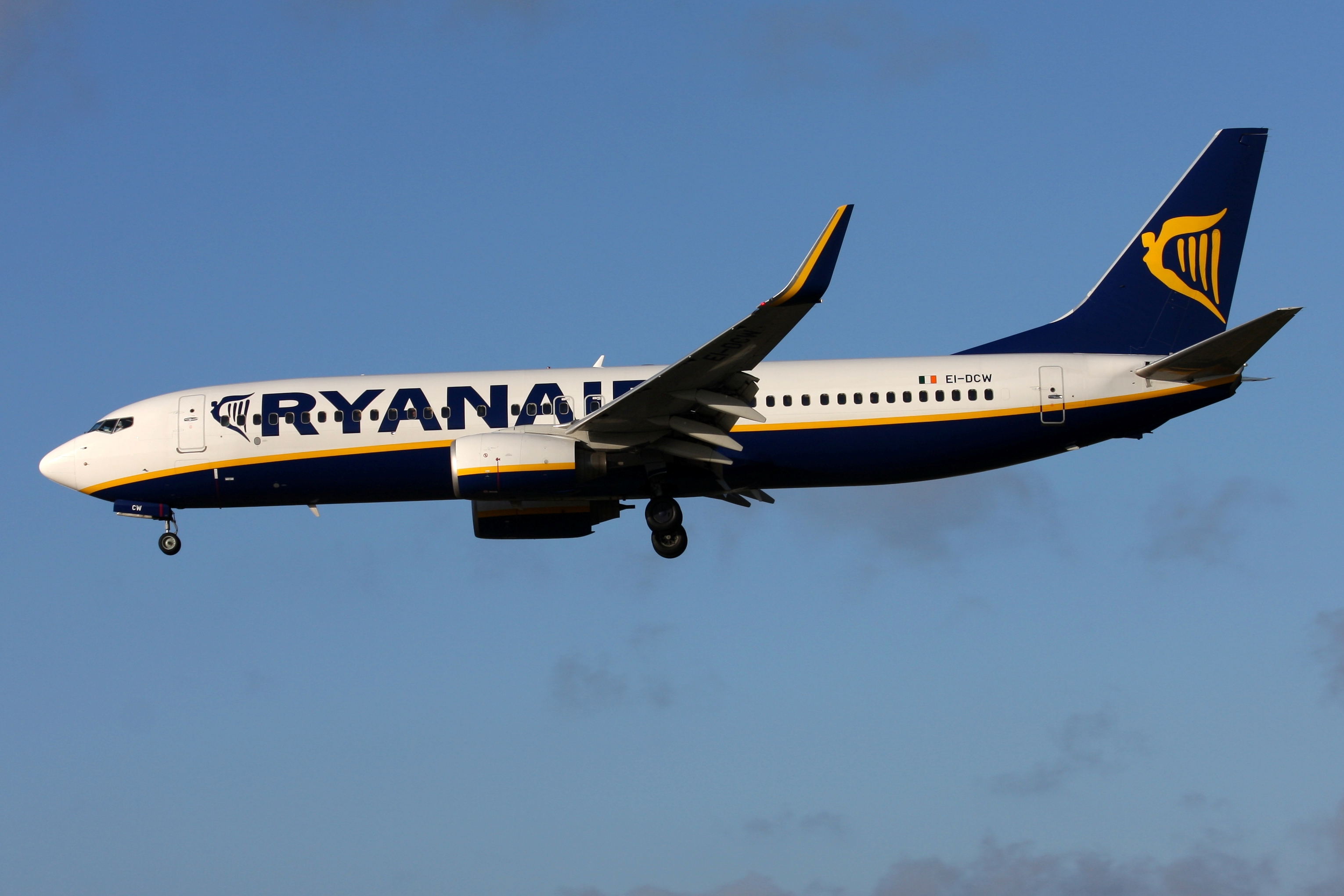
Egy Ryanair Boeing 737-800-as repülőgép. A Ryanair a legnagyobb diszkont légitársaság Európában és a második legnagyobb a világon.

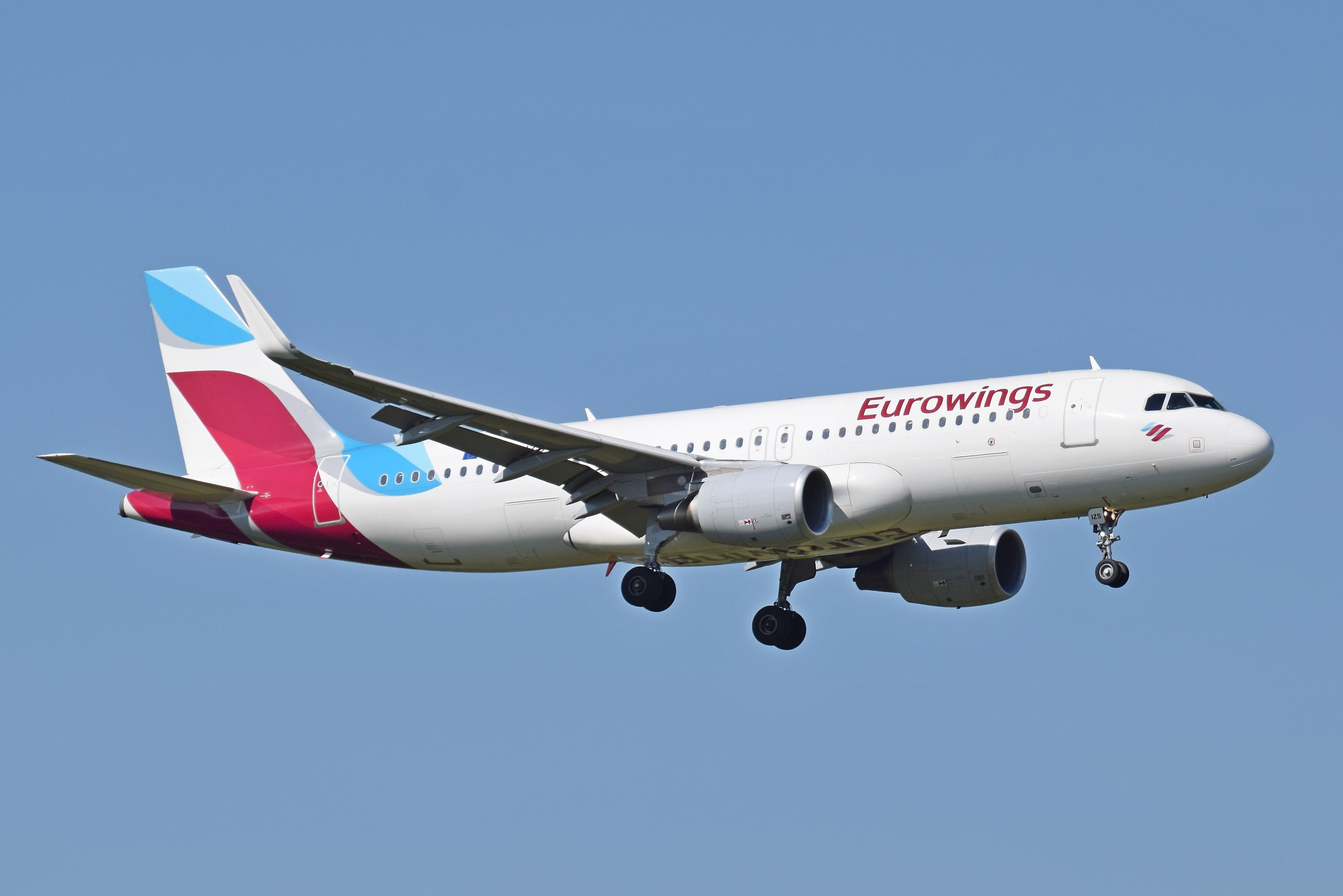
Eurowings Airbus A320-200

Csehország
- Smartwings

 Egyesült Királyság
- EasyJet
- Flypop
- Jet2.com

 Franciaország
- French Bee

 Hollandia
- Transavia

 Izland
- Play

 Írország
- Ryanair

 Lengyelország
- Buzz

 Magyarország
- Wizz Air

 Málta
- Malta Air
- Lauda Europe

 Moldova
- FlyOne
- HiSky

 Németország
- Eurowings

 Norvégia
- Norse Atlantic Airways
- Norwegian

 Olaszország
- Aeroitalia

 Oroszország
- Pobeda
- Smartavia

 Románia
- Dan Air

 Spanyolország
- Air Europa Express
- Iberia Express
- Level
- Volotea
- Vueling

 Ukrajna
- SkyUp

## Ausztrália és Óceánia
Ausztrália
- Jetstar Airways

## A legnagyobb fapados légitársaságok listája
Ez a világ legnagyobb fapados légitársaságainak listája a szállított utasok száma szerinti sorrendben.
# ismeretlen adat
* adott év április 1-től, következő év március 31-ig
** adott év szeptember 30-ig
|    | Légitársaság           | '23   | '22   | '21  | '20  | '19   | '18   | '17   | '16   | '15   | '14  | '13  | '12  |  |
| -- | ---------------------- | ----- | ----- | ---- | ---- | ----- | ----- | ----- | ----- | ----- | ---- | ---- | ---- |  |
| 1  | Ryanair *              | 183,7 | 168,6 | 97,1 | 27,5 | 148,6 | 142,1 | 130,3 | 120,0 | 105,4 | 90,6 | 81,7 | 79,3 |  |
| 2  | IndiGo *               | 106,7 | 85,6  | 49,8 | 30,7 | 75,0  | 64,7  | 52,1  | 43,5  | 33,1  | 25,2 | 19,6 | 16,9 |  |
| 3  | easyJet **             | 82,8  | 69,7  | 20,4 | 48,1 | 96,1  | 88,5  | 80,2  | 73,1  | 68,6  | 64,8 | 60,8 | 58,4 |  |
| 4  | Wizz Air *             | 62,0  | 51,0  | 27,1 | 10,2 | 40,0  | 34,6  | 29,6  | 23,8  | 20,0  | 16,5 | 13,9 | #    |  |
| 5  | Air Asia Group         | 57,0  | 34,2  | 7,7  | 22,8 | 83,5  | 73    | 63,4  | 56,6  | 50,6  | 45,6 | 42,6 | 34,1 |  |
| 6  | Spirit Airlines        | 44,1  | 38,5  | 30,8 | 18,4 | 34,5  | 29,3  | 24,2  | 21,6  | 17,9  | 14,3 | 12,4 | 10,4 |  |
| 7  | Vueling                | 37,0  | 31,9  | 15,8 | 9,6  | 34,6  | 32,7  | 29,6  | 27,8  | 24,8  | 21,5 | 17,2 | 14,8 |  |
| 8  | Pegasus Airlines       | 31,9  | 26,9  | 20,1 | 14,7 | 29,8  | 29,9  | 27,8  | 24,1  | 22,3  | 19,7 | 16,9 | 13,6 |  |
| 9  | Gol Transportes Aéreos | 30,8  | 27,3  | 18,8 | 16,7 | 36,4  | 33,4  | 32,5  | 32,6  | 38,9  | 39,7 | 36,3 | 39,2 |  |
| 10 | VietJet Air            | 25,3  | 20,6  | 5,4  | 12,1 | 23,7  | 21,3  | 16,7  | #     | 8,5   | 7,0  | 6,8  | 6,5  |  |
| 11 | Lion Air Group         | #     | 18,8  | 9,9  | 12,7 | #     | 36,8  | #     | #     | #     | 45,0 | 37,9 | 32,0 |  |
| 12 | Transavia              | 21,5  | 18,4  | 8,8  | 5,2  | 16,6  | 15,8  | 14,8  | 13,2  | 10,8  | 9,9  | 8,9  | 7,6  |  |
| 13 | Cebu Pacific           | 20,9  | 14,9  | 3,4  | 5,0  | 22,5  | 20,3  | 19,8  | 19,1  | 18,4  | 16,9 | 14,4 | 13,3 |  |
| 14 | Norwegian              | 20,6  | 17,8  | 6,2  | 6,9  | 36,3  | 37,3  | 33,1  | 29,3  | 25,8  | 24,0 | 20,7 | 17,7 |  |
| 15 | WestJet                | #     | #     | #    | #    | #     | 25,5  | 24,1  | 22,0  | 20,2  | 19,6 | 18,5 | 17,4 |  |
| 16 | Jetstar                | #     | #     | #    | #    | #     | #     | #     | #     | 18,9  | 17,1 | 15,2 | 10,5 |  |
| 17 | Spring Airlines        | #     | #     | #    | #    | 22    | 20    | 17    | #     | 7,9   | 7,6  | 6,6  | 6,7  |  |
| 18 | Allegiant Air          | 17,3  | 16,8  | 13,6 | 8,6  | 15,0  | 13,8  | 12,3  | 11,1  | 9,5   | 8,2  | 7,2  | 7,0  |  |
| 19 | Jet2.com               | 17,3  | 15,5  | 3,2  | 2,9  | 14,4  | 12,2  | 9,7   | 6,7   | 5,9   | 6,0  | 5,5  | 4,8  |  |
| 20 | SpiceJet *             | #     | 12,7  | 9,2  | 7,8  | 24,8  | 19,9  | 18,0  | 14,9  | 11.9  | 11,7 | 12,6 | 11,7 |  |
| 21 | flydubai               | 13,8  | 10,6  | 5,6  | 3,2  | 9,6   | 11,0  | 10,9  | 10,4  | 9,0   | 7,3  | 6,8  | 5,1  |  |
| 22 | Pobeda                 | 13,0  | 11,7  | 14,4 | 9,1  | 10,3  | 7,2   | 4,6   | 4,3   | 3,1   | -    | -    | -    |  |
| 23 | Volotea                | 10,4  | 9,4   | 6,0  | 3,8  | 7,6   | 6,5   | -     | -     | -     | -    | -    | -    |  |
| 24 | AirArabia              | 10,1  | 8,3   | 4,4  | 2,9  | 9,4   | 8,7   | 8,5   | 8,0   | 7,6   | 6,8  | 6,1  | 5,3  |  |
| 25 | Nok Air                | 4,6   | 4,5   | 1,3  | 4,2  | 8,3   | 8,9   | 8,8   | 8,6   | 8,8   | 7,6  | 5,9  | #    |  |

## Fordítás
- Ez a szócikk részben vagy egészben  a   List of low-cost airlines című angol Wikipédia-szócikk ezen változatának fordításán alapul.  Az eredeti cikk szerkesztőit annak laptörténete sorolja fel. Ez a jelzés csupán a megfogalmazás eredetét és a szerzői jogokat jelzi, nem szolgál a cikkben szereplő információk forrásmegjelöléseként.

## Kapcsolódó szócikk
- Légitársaságok listája